# Clematis welwitschii
Clematis welwitschii là một loài thực vật có hoa trong họ Mao lương. Loài này được Hiern ex Kuntze mô tả khoa học đầu tiên năm 1885.